# Ганнес Айгнер
Ганнес Айгнер  (нім. Hannes Aigner, 19 березня 1989) — німецький веслувальник, олімпійський медаліст.

## Виступи на Олімпіадах
| Олімпіада           | Дисципліна                | Місце |
| ------------------- | ------------------------- | ----- |
| Лондон 2012         | байдарка-одиночка, слалом | 3     |
| Ріо-де-Жанейро 2016 | байдарка-одиночка, слалом | 4     |
| Токіо 2020          | байдарка-одиночка, слалом | 3     |